# Arnold (Maryland)
Arnold es un lugar designado por el censo ubicado en el condado de Anne Arundel en el estado estadounidense de Maryland. En el Censo de 2010 tenía una población de 23.106 habitantes y una densidad poblacional de 658,25 personas por km².

## Geografía
Arnold se encuentra ubicado en las coordenadas 39°2′34″N 76°29′49″O / 39.04278, -76.49694. Según la Oficina del Censo de los Estados Unidos, Arnold tiene una superficie total de 35.1 km², de la cual 28.02 km² corresponden a tierra firme y (20.18%) 7.08 km² es agua.

## Demografía
Según el censo de 2010, había 23.106 personas residiendo en Arnold. La densidad de población era de 658,25 hab./km². De los 23.106 habitantes, Arnold estaba compuesto por el 88.65% blancos, el 5.23% eran afroamericanos, el 0.23% eran amerindios, el 2.41% eran asiáticos, el 0.03% eran isleños del Pacífico, el 1.16% eran de otras razas y el 2.28% pertenecían a dos o más razas. Del total de la población el 3.97% eran hispanos o latinos de cualquier raza.